# 고정문
고정문(高定問, ?~?)은 고구려 부흥운동가이다.

## 생애
668년 고구려 멸망 후 다른 지역에서 구국운동을 하던 고연무, 검모잠 등과 마찬가지로 고구려 구국운동을 하고 있던 장수였으며, 부여성 전쟁에서 이미 당나라에 항복했던 고구려 유민 이타인과 부장이었던 당나라의 양현기에게 패하여 전사하였다.

## 묘지명 등을 통해 확인된 사실
1997년 당나라 양현기의 묘가 (陽玄基墓志)가 낙양에서 발견되었으며, 이 묘지에서 양현기의 직책이 동책주도독부장사라고 하였고, 묘지명에 다음과 같이 기술되어 있다.
“總章元年，授鹿陵府長上折沖，仍檢校東柵州都督府長史。誅反首領高定問等，封定陽郡公，食邑二千戶。”
총장 원년(668년)에 검교동책주도독부장사에 오른 양현기는 반수령(反首領) 고정문을 베어 식읍 2천호와 정양군공에 올랐다.
또한 중국 소재 고구려 관련 금석문 자료집에 나온 고구려 유민으로 당에 투항했던 이타인 묘지명에는 다음과 같은 구절이 있다.
“卽而薑維構禍, 復擾成都, 穟穴挺妖, 俄翻穢境. 又奉詔進討扶餘， 重翦渠魁。”
668년에는 고구려 유민 이타인이 이미 즉 당나라에 투항하여 책주도독에 오른 후이며, 이타인은 부여성에서 그때까지 투항하지 않고 항쟁하는 고구려 유민들과 전쟁을 하였고, 그 우두머리(渠魁)를 죽였다고 나와있다. 시기적으로 이미 이타인이 3차 고구려-당 전쟁 때 이적에게 항복하여 당나라에 가서 우융위장군(右戎位將軍) 이 되고 난 후의 기록이며, 양현기는 책성도독 이타인과 같이 책성 부근에서 활동한 것으로 추정된다.
또한 이타인이 당나라 상원2년(675년)에 사망한 것으로 나와 있어서 이 전쟁은 고구려가 멸망한 668년 이후 675년 사이의 고구려 각지에서 아직 항복하지 않고 고구려 부흥운동을 하던 시기로 간주된다.
따라서 양현기, 이타인의 묘지명의 기록들을 볼 때 고정문(高定問)은 역사서에 나와 있는 대로 고연무, 검모잠 등과 같은 고구려 구국운동을 하고 있던 장수였으며, 부여성에서 전쟁을 하여 고구려 유민으로 당에 항복한 이타인과 당나라 양현기에 패하여 죽었다고 확인된다.

## 같이 보기
- 고구려-당 전쟁